# Усад (станция)
Уса́д — железнодорожная станция Горьковского направления Московской ЖД в посёлке Городищи Петушинского района Владимирской области. Первая станция на участке Москва — Владимир современного хода Транссиба во Владимирской области.
На станции одна пассажирская платформа, соединённая с посёлком только настилом через пути. Станция оборудована турникетами.
Южнее станции пути пересекают по мосту реку Клязьму, которая в свою очередь является границей между Московской и Владимирской областями.
Время движения от Курского вокзала 1 час 55 минут. На станции останавливаются все электропоезда Москва — Петушки. Экспрессы до Владимира и поезда дальнего следования проходят станцию без остановки.

## История
Московско-Нижегородская железная дорога, прошедшая вблизи деревни Городищи, построена в 1861 году.
По данным на 1905 год, станция Усад относилась к Покров-Слободской волости Покровского уезда Владимирской губернии (24 человека, 2 двора).
Начальник станции, по данным на 1900 год, мещанин Николай Васильевич Кириллов. Помощники мещане Василий Иванович Горохов и Ефим Иванович Богоявленский.